# Kalonda
Kalonda (hongrois : Kalonda) est un village de Slovaquie situé dans la région de Banská Bystrica.

## Histoire
La première mention écrite du village date de 1238.
La localité fut annexée par la Hongrie après le premier arbitrage de Vienne le 2 novembre 1938. En 1938, on comptait 369 habitants. Elle faisait partie du district de Lučenec (hongrois : Losonci járás). Durant la période 1938 - 1945, le nom hongrois Kalonda était d'usage. À la libération, la commune a été réintégrée dans la Tchécoslovaquie reconstituée.

## Démographie

### Évolution de la population
| Année:               | 1994. | 2004.    | 2014.   | 2024.   |
| -------------------- | ----- | -------- | ------- | ------- |
| Nombre de personnes: | 203   | 233      | 214     | 195     |
| Différence:          |       | +14,77 % | -8,15 % | -8,87 % |

| Année:               | 2023. | 2024.   |
| -------------------- | ----- | ------- |
| Nombre de personnes: | 196   | 195     |
| Différence:          |       | -0,51 % |